# Rubiães
Rubiães es una freguesia portuguesa del concelho de Paredes de Coura, con 8,95 km² de superficie y 548 habitantes (2001). Su densidad de población es de 61,5 hab/km².